# Marianites de Sainte-Croix
Les sœurs marianites de Sainte-Croix est une congrégation religieuse féminine enseignante et hospitalière de droit pontifical. 

## Historique
Après avoir créé le pensionnat Notre-Dame de Sainte-Croix où enseignent les frères de la congrégation de Sainte-Croix, le Père Basile Moreau (1799-1873) organise une petite communauté de femmes pour aider aux tâches domestiques du pensionnat. Le 24 juin 1841, il rencontre Léocadie Gascoin et lui demande d'aller à Sainte-Croix. Les premières postulantes sont formées par les sœurs du Bon Pasteur. Le 4 août 1841, les quatre premières sœurs reçoivent l’habit religieux des mains du père Moreau lors d’une cérémonie dans la chapelle du Bon Pasteur où Léocadie prend le nom de Mère Marie des Sept-Douleurs.
La congrégation connaît alors une forte expansion en Indiana (États-Unis) et au Canada qui forment deux provinces. Celles-ci, à la suite de difficultés dans le gouvernement de la congrégation, réclament leur autonomie et forment aujourd'hui deux congrégations distinctes unies aux Marianites dans la famille de Sainte-Croix : Les sœurs de la Sainte-Croix (Indiana) d'une part et les sœurs de Sainte-Croix (Canada) d'autre part. L'institut reçoit le décret de louange le 19 février 1867et son approbation définitive par le Saint-Siège le 28 octobre 1885.

## Activités et diffusion
Les sœurs se consacrent à l'enseignement, aux soins des malades à domicile, et contre l'exclusion sociale.
Elles sont présentes en France, au Canada et aux États-Unis.
La maison généralice est à la Nouvelle-Orléans.
En 2017, la congrégation comptait 143 sœurs dans 19 maisons.